# Tomás (cônsul honorário)
Tomás (em grego: Θωμάς; romaniz.: Tho̱más) foi um oficial bizantino do século VI que esteve ativo durante o reinado dos imperadores Justino I (r. 518–527) e Justiniano (r. 527–565). 

## Vida

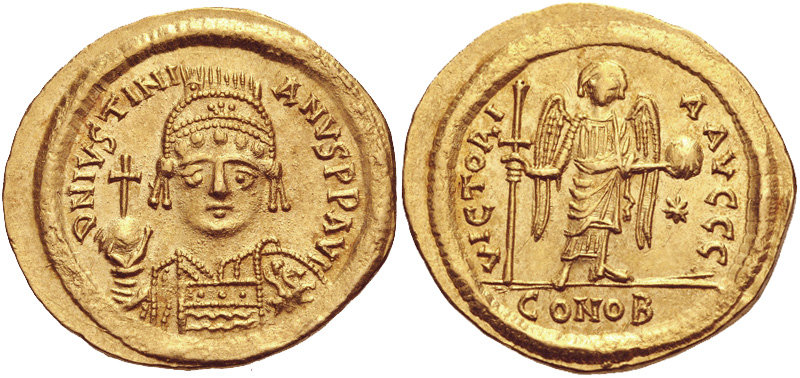
Soldo de Justiniano r.

Um cônsul honorário, Tomás foi nomeado, talvez ainda sob Justino I (r. 518–527) e em substituição de Próculo, para a posição de questor do palácio sagrado. Durante seu ofício, participou da comissão de elaborou a primeira edição do Código de Justiniano; nas duas listas dos comissionados, é listado em quinto lutar. Como pagão, esteve entre os indivíduos que sofreram da perseguição de Justiniano de 529. Segundo João Malalas, morreu durante o evento, porém dada a forma abreviada do relato, há suspeitas quanto à sua veracidade. De todo modo, sabe-se por meio de outras fontes que foi reabilitado para seu posto em 535 e que teria morrido em algum momento antes de 23 de maio de 535. Este Tomás é por vezes associado com o diplomata bizantino que foi enviado junto de Hermógenes, Rufino e Alexandre à corte sassânida de Cosroes I (r. 531–579) em 531 em busca dum acordo de paz.